# アーサー・ニュートン
アーサー・ニュートン (Arthur Lewis Newton、1883年1月31日- 1950年7月19日)は、アメリカ合衆国の陸上競技選手。長距離種目で活躍した選手で、パリオリンピック、1904年セントルイスオリンピックに出場。パリ大会では、2500m障害では4位、さらにマラソンでも5位と、惜しくもメダルには届かなかった。しかし、4年後のセントルイス大会では、4マイル団体にニューヨークACチームから出場。2チーム10人しか参加しなかったが、10人中もっとも高得点を獲得し、金メダル獲得に貢献。さらに、2590m障害とマラソンでも銅メダルを獲得した。